# Cesanese di Affile dolce
Cesanese di Affile dolce o Affile dolce è un vino a DOC istituita con decreto del 30 novembre 2011 pubblicato sulla gazzetta ufficiale nº 295 del 20 dicembre 2011
prodotto nei comuni di Affile, Roiate, Arcinazzo Romano in provincia di Roma

## Vitigni con cui è consentito produrlo
- Cesanese d’Affile minimo 90%
- altri vitigni a bacca rossa idonei alla coltivazione per la Regione Lazio per non più del 10%.

## Tecniche di produzione
Densità non inferiore a 3 000 ceppi per ettaro (sia per nuovi impianti che reimpianti) . È vietato il sistema di allevamento a tendone o pergola.
È vietata ogni pratica di forzatura.
È ammessa l'irrigazione di soccorso.

## Caratteristiche organolettiche
- colore: rosso vivace con riflessi porpora;
- odore: delicato, caratteristico;
- sapore: armonico, dolce, caratteristico;
- acidità totale minima: 4,5 g/l;
- zuccheri residui: superiori a 45,0 g/l.

## Informazioni sulla zona geografica
Vedi: Cesanese di Affile DOC

## Storia
Vedi: Cesanese di Affile DOC

### Disciplinari precedenti
Un precedente disciplinare approvato con decreto del 29/05/1973, pubblicato sulla gazzetta ufficiale n. 225 del 31 agosto 1973, prevedeva:
- resa in uva = 12,5 t/ha
- resa in vino = 65,0%
- titolo alcolometrico naturale dell'uva = 12,00%
- titolo alcolometrico totale del vino = 10,00%
- estratto secco = 22,0‰
- vitigni consentiti:
  - Cesanese comune 0,0% – 100,0%
  - Cesanese d'Affile 0,0% – 100,0%
- Zona di produzione: comuni di Piglio, Serrone, Paliano, Anagni, Acuto, Olevano Romano, Affile.
- Caratteristiche organolettiche:
  - colore: rosso rubino più o meno carico;
  - profumo: delicato, caratteristico del vitigno;
  - sapore: dolce, morbido, lievemente amarognolo;
  - zuccheri residui minimo: 35,00 g/l;
  - acidità totale minima: 5,50 g/l.

Il successivo, approvato con decreto del 18 aprile 2011, pubblicato sulla gazzetta ufficiale n. 105 del 07/05/2011, prevedeva:
- resa in uva = 11,0 t/ha
- resa in vino = 65%
- titolo alcolometrico naturale dell'uva = 12,0%
- titolo alcolometrico totale del vino = 10,0%
- estratto secco = 22,0 g/l
- vitigni consentiti:
  - Cesanese di Affile e/o Cesanese comune minimo 90%
- Zona di produzione: comuni di Affile, Roiate e Arcinazzo Romano.
- Caratteristiche organolettiche:
  - colore: rosso rubino più o meno carico;
  - profumo: delicato, caratteristico del vitigno;
  - sapore: dolce, morbido, lievemente amarognolo;
  - zuccheri residui: minimo 35,00 g/l.

## Produzione
Provincia, stagione, volume in ettolitri